# العلاقات البرازيلية الإسواتينية
العلاقات البرازيلية الإسواتينية هي العلاقات الثنائية التي تجمع بين البرازيل وإسواتيني.

## مقارنة بين البلدين
هذه مقارنة عامة ومرجعية للدولتين:
| وجه المقارنة                                              | البرازيل | إسواتيني                                   |
| --------------------------------------------------------- | --- | ------------------------------------------ |
| المساحة (كم2)                                             | 8.52 مليون | 17.36 ألف                                  |
| عدد السكان (نسمة)                                         | 202.66 مليون | 1.37 مليون                                 |
| الكثافة السكانية (ن./كم²)                                 | 23.79 | 78.92                                      |
| العاصمة                                                   | برازيليا، ريو دي جانيرو | لوبامبا، مبابان                            |
| اللغة الرسمية                                             | برتغالية برازيلية، Brazilian Sign Language ‏ | لغة إنجليزية، لغة سوازي                    |
| العملة                                                    | ريال برازيلي، كروزيرو ريال برازيلي ‏، كروزيرو البرازيلية (1990–1993)، البرازيلي كروزادو نوفو، كروزادو برازيلي، cruzeiro ‏، كروزيرو البرازيلية (1942–1967)، الريال البرازيلي (قديم) | ليلانغيني سوازيلندي                        |
| الناتج المحلي الإجمالي (بليون دولار)                      | 2.06 تريليون | 4.41 مليار                                 |
| الناتج المحلي الإجمالي (تعادل القوة الشرائية) بليون دولار | 3.22 تريليون | 11.13 مليار                                |
| الناتج المحلي الإجمالي الاسمي للفرد دولار أمريكي          | 8.54 ألف | 3.20 ألف                                   |
| الناتج المحلي الإجمالي للفرد دولار أمريكي                 | 15.89 ألف | 8.29 ألف                                   |
| مؤشر التنمية البشرية                                      | 0.754 | 0.531                                      |
| رمز المكالمات الدولي                                      | +55 | +268                                       |
| رمز الإنترنت                                              | .br | .sz                                        |
| المنطقة الزمنية                                           | | التوقيت القياسي لجنوب أفريقيا، ت ع م+02:00 |

## منظمات دولية مشتركة
يشترك البلدان في عضوية مجموعة من المنظمات الدولية، منها:
| علم المنظمة | اسم المنظمة                        | تاريخ انضمام البرازيل | تاريخ انضمام إسواتيني |
| ----------- | ---------------------------------- | --------------------- | --------------------- |
|             | الاتحاد البريدي العالمي            | ?                     | ?                     |
|             | يونسكو                             | 4 نوفمبر 1946         | 25 يناير 1978         |
|             | البنك الدولي للإنشاء والتعمير      | 14 يناير 1946         | 22 سبتمبر 1969        |
|             | منظمة التجارة العالمية             | ?                     | ?                     |
|             | وكالة ضمان الاستثمار متعدد الأطراف | 7 يناير 1993          | 18 أبريل 1990         |
|             | البنك الإفريقي للتنمية             | ?                     | ?                     |
|             | الاتحاد الدولي للاتصالات           | 4 يوليو 1877          | 11 نوفمبر 1970        |
|             | منظمة الشرطة الجنائية الدولية      | ?                     | ?                     |
|             | مؤسسة التمويل الدولية              | 31 ديسمبر 1956        | 22 سبتمبر 1969        |
|             | الأمم المتحدة                      | 24 أكتوبر 1945        | 24 سبتمبر 1968        |
|             | مؤسسة التنمية الدولية              | 15 مارس 1963          | 22 سبتمبر 1969        |
|             | منظمة حظر الأسلحة الكيميائية       | ?                     | ?                     |

## وصلات خارجية
- موقع وزارة الخارجية البرازيلية